# 마르타 니에토
마르타 니에토(Marta Nieto, 1982년 1월 31일 ~ )는 스페인의 배우이다.

## 출연 작품
- 어 퍼펙트 애너미 (2020)
- 마더 (2019)
- 논스톱: 분노의 질주 (2013)
- 러브 에스프레소 (2007)
- 잠 못 들게 하는 영화 5 - 비난 (2006)
- 춤추는 나의 베아트리체 (2006)
- 페이스 오브 테러 (2003)